# Дьюрта, Даниель
Да́ниель Дью́рта (венг. Gyurta Dániel; род. 4 мая 1989, Будапешт) — венгерский пловец, выступавший в плавании брассом, олимпийский чемпион и серебряный призёр Олимпийских игр, трёхкратный чемпион мира на дистанции 200 метров. Член МОК с 2016 года.

## Биография

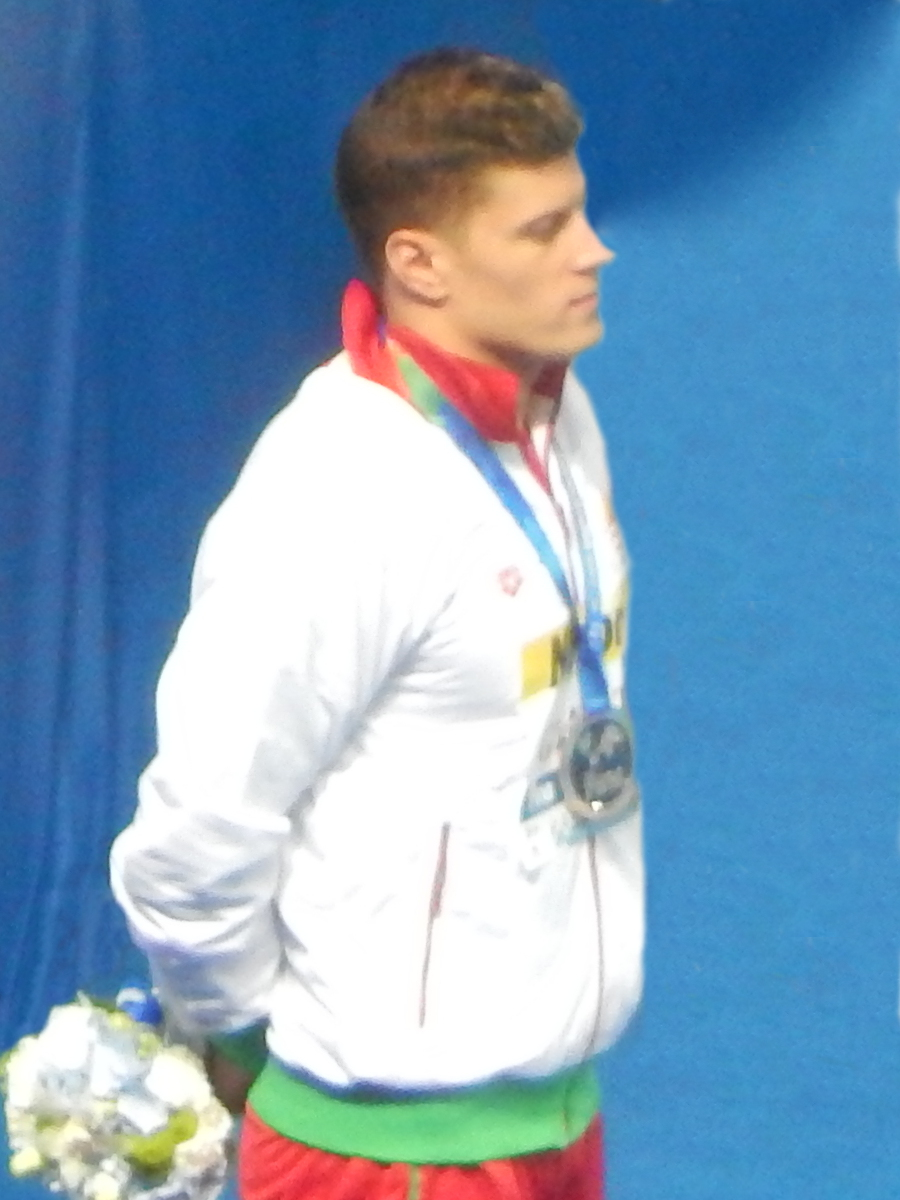
2015 год

Даниель Дьюрта родился в 1989 году в Будапеште.
В возрасте 15 лет принял участие в соревнованиях на Олимпийских играх в Афинах и завоевал серебряную медаль на дистанции 200 метров брассом. Выступая на Олимпиаде в Пекине, 12 августа, в отборочном заплыве на 200 метров он установил олимпийский рекорд — 2.08,68, побитый на следующий день в полуфинале Косукэ Китадзимой. В финальном заплыве занял пятое место, выступал также на 100-метровке, но не пробился в полуфинал.
В 2007 году выступил на чемпионате мира по водным видам спорта в Мельбурне на дистанциях 100 и 200 метров брассом, заняв на последней 6 место со временем 2.11,62. На чемпионате мира по водным видам спорта 2009 года, проходившем в Риме, завоевал золото на дистанции 200 метров брассом с рекордом Европы (2.07,64), и за это достижение стал обладателем титула «Спортсмен года» в Венгрии. Участвовал также в заплывах на 50 и 100 метров брассом. В 2011 году стал вторым спортсменом в истории, защитившим титул чемпиона мира на дистанции 200 м брасс, в финальном заплыве он опередил Косукэ Китадзиму на 22 сотых. Пробился в финал стометровки, где занял 6-е место с результатом 1.00,25, а также проплыл брассовый этап комбинированной эстафеты.
Даниель Дьюрта завоевал золото на 200-метровке брассом чемпионата Европы 2010 года в Будапеште с рекордом чемпионата — 2.08,95. Успешно выступал на чемпионатах Европы по плаванию на короткой воде, где он — трёхкратный чемпион на дистанции 200 м брассом. Изучает экономику в одной из высших школ Будапешта.
Старший брат пловца Гергея Дьюрты.